# 아사이 이쓰키
아사이 이쓰키(일본어: 浅井 樹, 1971년 12월 14일 ~ )는 일본의 전 프로 야구 선수이자 야구 지도자이다. 도야마현 도야마시 출신이며 현역 시절 포지션은 내야수, 외야수였다.

## 인물

### 프로 입단 전
아버지와의 캐치볼한 것을 계기로 야구를 시작해서 초등학교 3학년 때 소년 야구단에 입단했다. 도야마 시립 오쿠다 중학교에서는 1학년 때 투수가 됐지만 2학년부터는 외야수를 맡았다. 중학교를 졸업한 후 도야마 현립 도야마 상업고등학교에 진학하여 1학년 여름부터 벤치에 들어갔고 전국 고등학교 야구 선수권 도야마현 대회 결승에서는 중도에 출전했지만 신도 다쓰야가 소속된 다카오카 상업고등학교에게 패했다.
1학년 가을부터는 주전 중견수로 고정됐고 2학년 때인 하계 선수권 대회(제70회 전국 고등학교 야구 선수권 대회)에 출전해서 첫 경기에서는 다이라 고이치가 소속된 오키나와 현립 오키나와 수산고등학교에게 패했다. 3학년 때 하계 선수권 대회(제71회 전국 고등학교 야구 선수권 대회)에 출전하여 1차전에서는 패했지만 이 경기에서 홈런을 날렸던 것이 좋은 추억이 됐다고 한다.
호타준족의 외야수로서 세간의 주목을 받았고 1989년 드래프트 회의를 앞두고 요코하마 다이요 웨일스가 드래프트 번외로 획득할 의사를 나타낸 것 외에도 사회인 야구팀인 IBM 야스에서 영입하겠다는 의사를 표명했다. 그러나 드래프트에서는 히로시마 도요 카프로부터 갑작스럽게 6순위로 지명을 받았고 다이요에서는 사회인 야구팀에 입단하라는 권유가 있었지만 자신의 의지로 히로시마의 입단을 결정했다. 계약금과 연봉은 각각 2,500만 엔, 360만 엔(모두 추정치)이었다.

### 프로 야구 선수 시절
프로 1년차인 1990년에는 춘계 스프링 캠프에서 입단 동기인 마에다 도모노리의 타격 기술이 높은 것에 충격을 받았다. 그 해에는 지요마루 아키히코, 미즈사와 히데키, 마에마 다카시 등과 함께 파이오니어 리그의 게이트 시티 파이오니어스에 파견돼 58경기에 출전했다. 하나의 플레이에 대해서 여러 사고방식이 있다는 것을 알고 시야가 넓어졌다고 한다. 귀국 후에는 2군에서 타격 코치인 우치다 준조 등의 지도를 받고 맹훈련을 거듭했고 프로 4년차인 1993년에 1군 첫 출전을 이루게 됐다.
1995년, 마에다의 부상으로 인해 대역으로서 1군에 승격하여 6월 15일 요코하마 베이스타스전에서 프로 첫 안타를 날렸다. 7월 1일 요미우리 자이언츠전에서 프로 첫 홈런을 포함한 2홈런, 3타점의 활약을 보였고 같은 해에는 1군에 정착하여 시즌 타율 3할 3리의 성적을 남겼다. 이듬해 1996년 9월 21일 한신 타이거스전에서 파울볼을 쳤을 때 오른손 유구골이 골절돼 전치 1개월의 부상을 입었지만 시즌 성적에서는 3할 3푼 9리의 높은 타율을 기록했는데 특히 대타 성공률은 4할 5푼 3리를 나타냈다. 시즌 종료 후의 계약 협상에서는 1,500만 엔이 상승한 연봉 2,900만 엔(추정치)으로 재계약을 맺었다. 이런 활약의 한편으로 당시에는 같은 연배의 야수에 마에다 외에도 가네모토 도모아키, 오가타 고이치, 에토 아키라가 있었고 루이스 로페즈도 비롯한 주전 선수층이 두터워서 포지션을 빼앗을 수 없었다. 이와는 반대로 대타에서 뚜렷한 결과를 남겼기 때문에 ‘대타의 비밀병기’로 정착했다는 딜레마도 있었다.
1997년 시즌 종료 후 3년 전 구로시오 교육 리그에서 알게 된 여성과 결혼했다. 이듬해 1998년에는 로페즈의 퇴단도 있어서 마치다 고지로나 티모니엘 페레스와 주전 1루수 자리를 놓고 경쟁했고 그해 7월에는 가네모토의 결장으로 인해 5번 타자로서 경기에 기용됐고 홈런을 날리는 등의 활약으로 팬들의 성원에 보답했다. 1998년 시즌에는 2년 만에 100경기 이상으로 출전해서 개인 최다 기록인 75안타를 기록했다. 1999년에는 히로시마의 감독으로 취임한 다쓰카와 미쓰오가 공격형 타선을 시도해서 4월 6일 한신전에서 2번 타자로서 기용됐다. 오프에는 결장한 에토를 대신해서 센트럴 리그 올스타 동서 대항에 출전했다. 전년도의 활약으로 주전 선수로 정착하고 있었지만 시즌 타율이 2할 3푼 5리라는 저조한 성적을 남겼고 계약 갱신에서는 500만 엔이 삭감된 연봉 3,650만 엔(추정치)으로 재계약을 맺었다.
2000년 4월 14일 주니치 드래건스전에서 2홈런 5타점의 활약을 보이는 등 순조롭게 시즌을 맞이했고 5월 7일 한신전에서 커트 밀러로부터 끝내기 만루 홈런을 때려냈다. 주전 1루수에는 5월에 재입단한 로페즈가 정착했지만 부상으로 빠진 오가타를 대신해 외야수로서 선발 기용됐다. 8월에는 3경기 연속 홈런을 기록하는 등 시즌에서는 개인 최다인 13홈런, 46타점 등의 성적을 남겼다. 이듬해 2001년 6월 한신전에서 수비 도중 펜스와 충돌해서 보행이 어려울 정도로 오른쪽 무릎이 부어 올랐지만 부상당한 사실을 숨긴 채 출전을 강행했다. 또한 시즌 종료 후에는 도야마현내의 초등학생 340명을 대상으로 도야마현 이와세 스포츠 공원에서 야구 교실을 개최했다.
2002년에는 대타를 중심으로 타율 3할 8리의 성적을 남기면서 600만 엔이 상승한 연봉 5,300만 엔(추정치)으로 계약을 갱신했다. 이듬해 2003년에는 노무라 겐지로의 부상에 의해 아라이 다카히로가 3루수를 맡은 기회가 늘어나서 아라이를 대신하는 1루수로서의 선발 기용에 호조의 타격으로 팬들의 응원에 보답했다. 2004년 6월 11일 요미우리전에서 1점차로 따라가던 9회에 맷 랜들로부터 대타 만루 홈런을 날렸다. 같은 해 FA권을 취득하여 선발 출장의 기회를 얻기 위해서 한때는 이적도 검토했지만 애착이 있는 히로시마에서 우승을 목표로 하고 싶다고 판단하여 FA권을 행사하지 않고 잔류했다. 정규 시즌에서는 센트럴 리그 역대 5위 타이 기록인 대타로서의 20타점을 기록했다. 2005년부터는 선수 등록을 외야수에서 내야수로 변경했다.
그러나 2006년 6월 말 경에 메니에르 병을 발병해서 마티 브라운 감독이 젊은 선수들을 중심으로 기용하겠다는 방침도 있어서 전력 구상에서 제외됐다. 한때는 현역 생활을 계속하겠다는 강력한 의지를 보이고 있었지만 구단 측이 대타에서 기른 아사이의 강한 승부욕과 야구 이론을 높게 평가해 코치로서 팀에 남아달라고 요청했고 아사이 본인도 이를 승낙했다. 같은 해 10월 14일에 현역 은퇴를 표명했고 17년 간의 현역 생활에 종지부를 찍었다. 은퇴 경기가 된 시즌 최종전인 10월 16일 주니치전에서는 7회에 대타로 출전해 중견수 앞에 떨어지는 안타를 때려냈다(이 경기에서 등번호 6번을 다음 시즌부터 착용하는 소요기 에이신이 풀이닝 출장하면서 4타수 2안타를 기록했다).
은퇴식에서 아사이는 팬들에게 전하는 마지막 인사에서 눈물을 흘리며 다음과 같이 말했다.
| “ | 저는 카프를 너무나 좋아합니다. 팀 동료도 팬 여러분들도 정말 좋아합니다. 앞으로는 그 좋아하는 팀과 여러분께 조금씩이나마 보답할 수 있도록 약속합니다. | ” |

입단 동기인 마에다도 “17년간 함께 활약해 온 아사이를 최고의 모습으로 내보내고 싶다”고 말해 이 경기에서 홈런을 포함한 4안타를 기록했다.

### 그 후

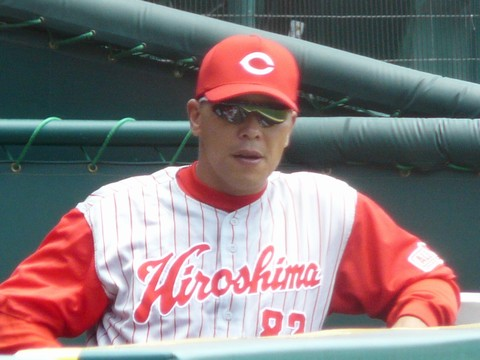
2008년 6월 27일, 한신 고시엔 구장에서

현역에서 은퇴한 이듬해 2007년에는 히로시마의 2군 타격 코치로 부임하여 2009년까지 맡았고 2010년부터 2012년까지는 1군 타격 코치, 2013년부터 3군 총괄 코치를 맡았다. 2019년 10월 28일에 구단으로부터 다음 시즌의 계약을 맺지 않겠다는 통보를 받고 퇴단했다. 2020년부터는 히로시마 구단 편성부 편성과장 겸 베이스볼 클리닉 코치를 맡고 있는 것 외에도 주고쿠 신문이 제작하는 웨스턴 리그 중계에서 해설을 맡고 있다.

## 플레이 스타일
모두 1500안타, 200홈런 이상을 기록한 마에다 도모노리, 가네모토 도모아키, 오가타 고이치가 같은 시기에 활약했던 점도 있어서 주전 선수로 뛰지는 못했지만 타 구단에 들어갔더라면 강력한 타격을 가진 외야수로서 활약했을 것이라고 한다. 자신은 1년 간만이라도 좋으니까 주전으로서 기용되고 싶다는 생각도 있었지만 구단에서는 주전 선수와 손색없는 실력을 갖춘 ‘슈퍼서브’로서 높은 평가를 받고 있었다. 여름에는 강해서 그런지 ‘여름남(夏男)’이라고도 불렸다.
우타자인 마치다 고지로와 함께 대타의 비밀병기로서 오랫동안 활약했는데 대타로서의 통산 타율 3할 1푼 5리(2012년 기준으로, 센트럴 리그 역대 2위), 154안타(2013년 기준으로, 센트럴 리그 역대 3위), 끝내기 안타 4개, 93타점(센트럴 리그 역대 5위)이라는 걸출한 성적을 남겼다. 감독인 야마모토 고지에게서 벤치에 있는 것만으로 상대에게 위압을 준다는 평가를 받았다. 야구계 굴지의 강한 승부욕을 자랑하여 통산 7개의 끝내기 안타를 기록했는데 그중 3개는 끝내기 홈런이었다.
배트를 높이 세워서 한발로 타이밍을 잡는 독특한 타격폼을 갖고 있었다. 입단 당초에는 한 방을 노리는 호쾌한 스윙이 특색이었지만 대타의 포지션에 들어서면 홈런보다 오히려 상황에 따른 좋은 타격에 철저한 것이 많았다. 센터쪽 받아치기나 역방향으로의 공을 가볍게 밀어치는 타법이 능숙해서 손재주가 있는 일면도 있었다.
외야수 등록된 시즌이 대부분이었지만 1루수로서의 수비에도 정평이 나있다. 또한 2005년에는 중도에 출장하면서도 3경기 연속으로 도루를 성공시켰고 때로는 대주자로서 기용된 적도 있다. 더 나아가 1995년부터 2004년까지 10년 연속으로 3루타를 기록했다. 경기 중에 유니폼의 소매를 짧게 걷어올리고 있었던 시기가 있었지만 이것은 근육을 보여주는 것으로서 투수를 위협하기 위한 것이었지만 이러한 몸짓은 팀 동료인 모리카사 시게루와 다무라 게이가 흉내낸 바 있다.

## 상세 정보

### 출신 학교
- 도야마 현립 도야마 상업고등학교

### 선수 경력
- 히로시마 도요 카프(1990년 ~ 2006년)

### 지도자 경력
- 히로시마 도요 카프 2군 타격 코치(2007년 ~ 2009년)
- 히로시마 도요 카프 1군 타격 코치(2010년 ~ 2012년)
- 히로시마 도요 카프 3군 총괄 코치(2013년 ~ 2019년)

### 개인 기록

#### 첫 기록
- 첫 출장 : 1993년 4월 18일, 대 요미우리 자이언츠 2차전(히로시마 시민 구장), 10회초에 좌익수로서 출장
- 첫 타석 : 상동, 10회말에 이시게 히로시 앞에서 삼진
- 첫 안타·첫 타점 : 1995년 6월 15일, 대 요코하마 베이스타스 8차전(요코하마 스타디움), 1회초에 우도 가쓰야로부터 우중간 적시 2루타
- 첫 홈런 : 1995년 7월 1일, 대 요미우리 자이언츠 14차전(히로시마 시민 구장), 2회말에 기다 마사오로부터 우월 솔로 홈런

#### 기록 달성 경력
- 통산 1000경기 출장 : 2005년 7월 27일, 대 야쿠르트 스왈로스 9차전(메이지 진구 야구장), 7번·1루수로 선발 출장 ※역대 405번째

#### 대타 기록
- 통산 대타 기용 횟수 : 582회(역대 5위)
- 통산 대타 안타 : 154개(역대 3위)
- 통산 대타 타율(기용 횟수 300이상) : 0.315(역대 2위)

### 등번호
- 61(1990년 ~ 1994년)
- 36(1995년 ~ 1996년)
- 6(1997년 ~ 2006년)
- 82(2007년 ~ 2019년)

### 연도별 타격 성적
| 연 도       | 소 속       | 경 기 | 타 석 | 타 수 | 득 점 | 안 타 | 2 루 타 | 3 루 타 | 홈 런 | 루 타 | 타 점 | 도 루 | 도 루 자 | 희 생 번 | 희 생 플 | 볼 넷 | 고 4 | 사 구 | 삼 진 | 병 살 타 | 타 율 | 출 루 율 | 장 타 율 | O P S |
| ----------- | ----------- | ----- | ----- | ----- | ----- | ----- | ------- | ------- | ----- | ----- | ----- | ----- | -------- | -------- | -------- | ----- | ---- | ----- | ----- | -------- | ----- | -------- | -------- | ----- |
| 1993년      | 히로시마    | 2     | 2     | 2     | 0     | 0     | 0       | 0       | 0     | 0     | 0     | 0     | 0        | 0        | 0        | 0     | 0    | 0     | 1     | 0        | .000  | .000     | .000     | .000  |
| 1995년      | 히로시마    | 63    | 174   | 152   | 22    | 46    | 6       | 1       | 6     | 72    | 16    | 5     | 3        | 2        | 0        | 20    | 4    | 0     | 31    | 3        | .303  | .384     | .474     | .857  |
| 1996년      | 히로시마    | 103   | 131   | 124   | 24    | 42    | 3       | 1       | 6     | 65    | 28    | 7     | 2        | 0        | 0        | 6     | 0    | 1     | 18    | 1        | .339  | .374     | .524     | .898  |
| 1997년      | 히로시마    | 87    | 88    | 77    | 4     | 18    | 2       | 1       | 1     | 25    | 6     | 1     | 0        | 0        | 0        | 10    | 3    | 1     | 17    | 2        | .234  | .330     | .325     | .654  |
| 1998년      | 히로시마    | 109   | 311   | 277   | 35    | 75    | 11      | 2       | 6     | 108   | 40    | 4     | 2        | 0        | 1        | 31    | 2    | 2     | 44    | 6        | .271  | .347     | .390     | .737  |
| 1999년      | 히로시마    | 96    | 178   | 162   | 21    | 38    | 8       | 2       | 2     | 56    | 14    | 4     | 1        | 1        | 0        | 15    | 1    | 0     | 26    | 1        | .235  | .299     | .346     | .645  |
| 2000년      | 히로시마    | 112   | 269   | 247   | 37    | 74    | 10      | 1       | 13    | 125   | 46    | 5     | 1        | 1        | 1        | 20    | 3    | 0     | 51    | 6        | .300  | .351     | .506     | .857  |
| 2001년      | 히로시마    | 107   | 214   | 189   | 24    | 54    | 11      | 2       | 4     | 81    | 24    | 3     | 2        | 1        | 2        | 22    | 1    | 0     | 32    | 4        | .286  | .357     | .429     | .785  |
| 2002년      | 히로시마    | 97    | 159   | 146   | 20    | 45    | 6       | 1       | 4     | 65    | 19    | 1     | 2        | 1        | 1        | 10    | 0    | 1     | 29    | 0        | .308  | .354     | .445     | .800  |
| 2003년      | 히로시마    | 92    | 232   | 207   | 32    | 66    | 6       | 1       | 7     | 95    | 32    | 6     | 2        | 0        | 1        | 23    | 0    | 1     | 43    | 1        | .319  | .388     | .459     | .847  |
| 2004년      | 히로시마    | 79    | 97    | 88    | 13    | 25    | 4       | 1       | 3     | 40    | 21    | 0     | 0        | 0        | 1        | 6     | 0    | 2     | 17    | 1        | .284  | .340     | .455     | .795  |
| 2005년      | 히로시마    | 80    | 118   | 98    | 11    | 26    | 6       | 0       | 0     | 32    | 9     | 3     | 0        | 1        | 1        | 17    | 0    | 1     | 29    | 2        | .265  | .376     | .327     | .703  |
| 2006년      | 히로시마    | 43    | 66    | 63    | 2     | 14    | 0       | 0       | 0     | 14    | 4     | 2     | 0        | 0        | 0        | 3     | 0    | 0     | 7     | 2        | .222  | .258     | .222     | .480  |
| 통산 : 13년 | 통산 : 13년 | 1070  | 2039  | 1832  | 245   | 523   | 73      | 13      | 52    | 778   | 259   | 41    | 15       | 7        | 8        | 183   | 14   | 9     | 345   | 29       | .285  | .352     | .425     | .777  |

### 연도별 수비 성적
| 연도 | 소속     | 1루   | 1루   | 1루   | 1루   | 1루   | 1루      | 외야  | 외야  | 외야  | 외야  | 외야  | 외야     |
| 연도 | 소속     | 경 기 | 척 살 | 보 살 | 실 책 | 병 살 | 수 비 율 | 경 기 | 척 살 | 보 살 | 실 책 | 병 살 | 수 비 율 |
| ---- | -------- | ----- | ----- | ----- | ----- | ----- | -------- | ----- | ----- | ----- | ----- | ----- | -------- |
| 1993 | 히로시마 | -     | -     | -     | -     | -     | -        | 1     | 0     | 0     | 0     | 0     | ----     |
| 1995 | 히로시마 | 19    | 83    | 8     | 1     | 14    | .989     | 41    | 65    | 3     | 0     | 2     | 1.000    |
| 1996 | 히로시마 | 47    | 70    | 7     | 1     | 6     | .987     | 26    | 29    | 0     | 2     | 0     | .935     |
| 1997 | 히로시마 | 16    | 29    | 3     | 0     | 3     | 1.000    | 3     | 4     | 0     | 0     | 0     | 1.000    |
| 1998 | 히로시마 | 84    | 647   | 70    | 5     | 50    | .993     | 1     | 0     | 0     | 0     | 0     | ----     |
| 1999 | 히로시마 | 64    | 303   | 41    | 3     | 35    | .991     | 5     | 4     | 0     | 0     | 0     | 1.000    |
| 2000 | 히로시마 | 56    | 194   | 22    | 1     | 13    | .995     | 49    | 73    | 0     | 2     | 0     | .973     |
| 2001 | 히로시마 | 27    | 35    | 5     | 1     | 3     | .976     | 49    | 58    | 1     | 0     | 0     | 1.000    |
| 2002 | 히로시마 | 48    | 232   | 21    | 0     | 19    | 1.000    | 8     | 14    | 2     | 0     | 1     | 1.000    |
| 2003 | 히로시마 | 43    | 256   | 16    | 4     | 27    | .986     | 27    | 22    | 3     | 1     | 0     | .962     |
| 2004 | 히로시마 | 31    | 103   | 12    | 1     | 5     | .991     | 1     | 0     | 0     | 0     | 0     | ----     |
| 2005 | 히로시마 | 19    | 117   | 11    | 1     | 9     | .992     | -     | -     | -     | -     | -     | -        |
| 2006 | 히로시마 | 10    | 82    | 6     | 2     | 8     | .978     | -     | -     | -     | -     | -     | -        |
| 통산 | 통산     | 464   | 2151  | 222   | 20    | 192   | .991     | 211   | 269   | 9     | 3     | 3     | .989     |